# Liste des cavités naturelles les plus longues de la Loire

Département de la Loire.

La liste des cavités naturelles les plus longues du département de la Loire recense sous la forme d'un tableau, les cavités souterraines naturelles connues, dont le développement est supérieur à cinq mètres.
La communauté spéléologique considère qu'une cavité souterraine naturelle n'existe vraiment qu'à partir du moment où elle est « inventée » c'est-à-dire découverte (ou redécouverte), inventoriée, topographiée et publiée. Bien sûr, la réalité physique d'une cavité naturelle est la plupart du temps bien antérieure à sa découverte par l'homme ; cependant tant qu'elle n'est pas explorée, mesurée et révélée, la cavité naturelle n'appartient pas au domaine de la connaissance partagée.
La liste spéléométrique des plus longues cavités naturelles de la Loire (> 5 m) est  actualisée fin 2019.
La plus longue cavité répertoriée dans le département de la Loire est la grotte du Charme à Saint-Denis-de-Cabanne (cf. ligne 1 du tableau ci-dessous).

## Loire (France)

### Cavités de développement supérieur à5m
11 cavités sont recensées au 31-12-2019.
| Réf. | Cavités (autres noms)     | Communes               | Massifs ou zones géographiques | Coordonnées (WGS 84)        | Développement (en mètres) | Dénivelée (en mètres) | Sources ou références     | Mises à jour |
| ---- | ------------------------- | ---------------------- | ------------------------------ | --------------------------- | ------------------------- | --------------------- | ------------------------- | ------------ |
| 1    | Grotte du Charme          | Saint-Denis-de-Cabanne |                                | 46° 11′ 08″ N, 4° 13′ 06″ E | +000106, m                | +0010, m              | Spéléométrie de la France | 2000-00      |
| 2    | Grotte de la Doux         | Saint-Denis-de-Cabanne |                                | 46° 10′ 25″ N, 4° 13′ 12″ E | +0 00046, m               | +0009, m              | Spéléométrie de la France | 2000-00      |
| 3    | Faille de Lorette n° 1    | Lorette                |                                | 45° 31′ 02″ N, 4° 34′ 52″ E | +0 00025, m               | +0010, m              | Spéléométrie de la France | 2000-00      |
| 4    | Grotte de Rochecorbière   | Saint-Étienne          |                                | 45° 23′ 43″ N, 4° 26′ 58″ E | +0 00024, m               | +0000, m              | Spéléométrie de la France | 2000-00      |
| 5    | Faille de Lorette n° 2    | Lorette                |                                | 45° 31′ 02″ N, 4° 34′ 52″ E | +0 00015, m               | +0014, m              | Spéléométrie de la France | 2000-00      |
| 6    | Grotte de la Sarrazinière | Sorbiers               |                                | 45° 29′ 19″ N, 4° 27′ 25″ E | +0 00014, m               | +0000, m              | Spéléométrie de la France | 2000-00      |
| 7    | Grotte des Fées           | Sail-sous-Couzan       |                                | 45° 43′ 34″ N, 3° 58′ 28″ E | +0 00013, m               | +0000, m              | Spéléométrie de la France | 2000-00      |
| 8    | Grotte des Scouts         | Saint-Denis-de-Cabanne |                                |                             | +0 00012, m               | +0000, m              | Spéléométrie de la France | 2000-00      |
| 9    | Faille de Crêt-Beauplomb  | Saint-Jean-Bonnefonds  |                                | 45° 27′ 48″ N, 4° 26′ 55″ E | +00 0008, m               | +0000, m              | Spéléométrie de la France | 2000-00      |
| 10   | Grotte Sarrazine          | Thélis-la-Combe        |                                | 45° 19′ 43″ N, 4° 32′ 15″ E | +00 0007, m               | +0000, m              | Spéléométrie de la France | 2000-00      |
| 11   | Cave à la Drophe          | Lavieu                 |                                | 45° 32′ 14″ N, 4° 03′ 33″ E | +00 0007, m               | +0000, m              | Spéléométrie de la France | 2000-00      |